# Valdés (schiereiland)
Valdés (Península Valdés) is een schiereiland gelegen in de provincie Chubut (departement Biedma) in Argentinië aan de Atlantische Oceaan. In het noorden ligt de San Matíasgolf. Het heeft een oppervlakte van 3625 km².
Het schiereiland heeft de vorm van een paddenstoel; het wordt gevormd door de twee baaien Golfo de San Matías in het noorden en Golfo Nuevo in het zuiden, die door een smalle landtong van elkaar worden gescheiden. Het schiereiland is grotendeels vlak, droog en schaars begroeid. Er liggen enkele zoutmeren, waarvan één op 35 meter beneden de zeespiegel ligt en daarmee het laagste punt van Zuid-Amerika is. De dierenwereld op het schiereiland bestaat uit onder andere guanaco's, gordeldieren, mara's en nandoes.
Het Península Valdés is vooral beroemd om de zeer rijke en gevarieerde natuurlijke habitats van zeedieren aan de kusten. Het gebied is de thuisbasis van de zuidkaper (Eubalaena australis), een zeldzame walvis, en een voortplantingsgebied voor zeeleeuwen, zeeolifanten, pinguïns en orka's. Deze rijke dierenwereld is een trekpleister voor toeristen en natuuronderzoekers.
In de lente werpen de walvissen hun jongen in de wateren rond het schiereiland. In deze tijd reizen veel toeristen naar het gebied. Op verschillende plaatsen (o.a. Puerto Pirámides) kunnen boottochten worden gemaakt om de walvissen van dichtbij te bekijken. Valdés is uitgegroeid tot een van de belangrijkste toeristische trekpleisters van Argentinië.
Valdés is in zijn geheel tot beschermd natuurgebied verklaard en staat sinds 1999 op de Werelderfgoedlijst.

## Galerij

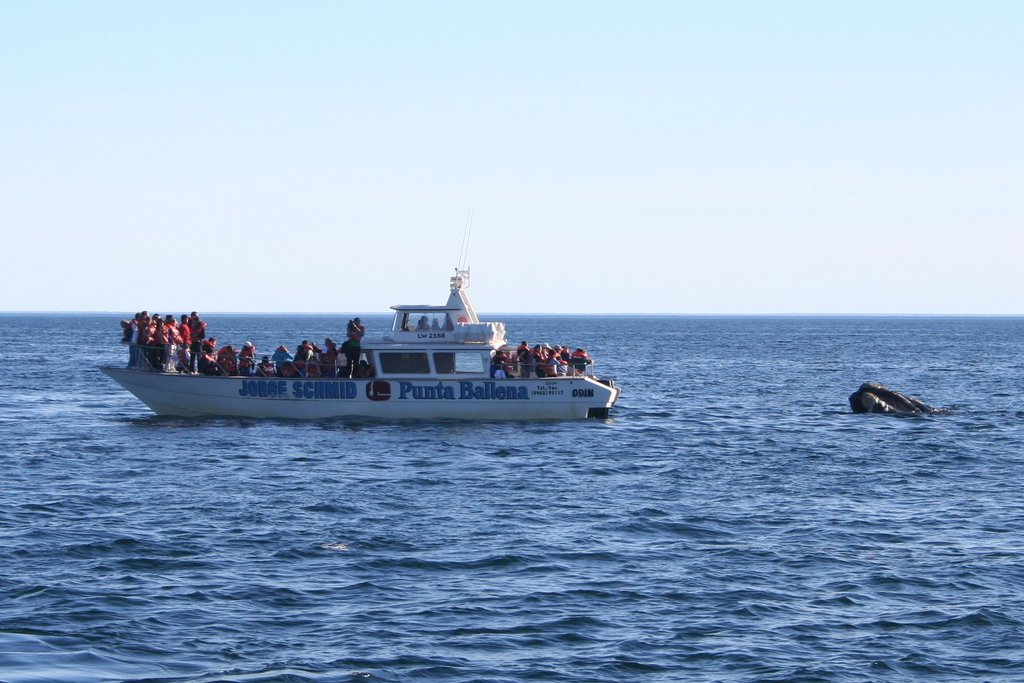
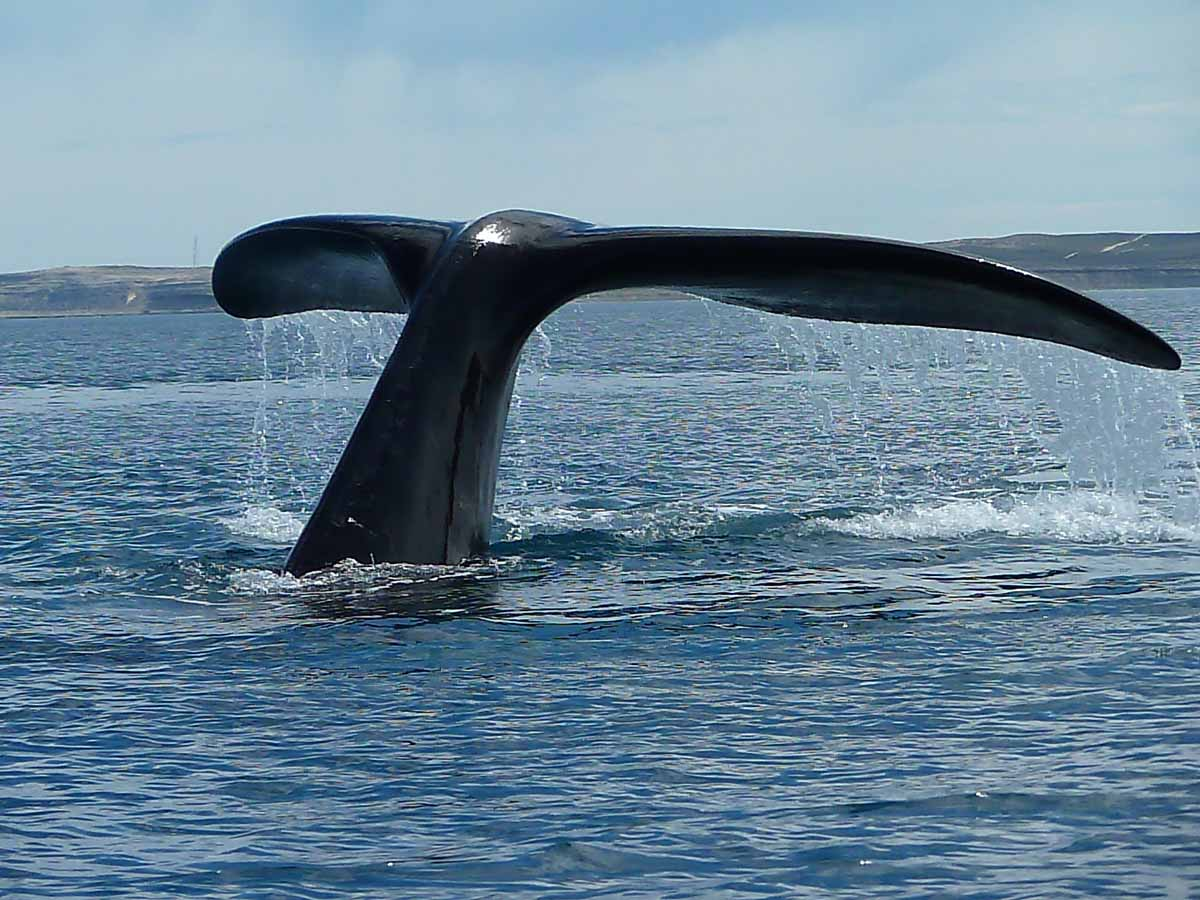
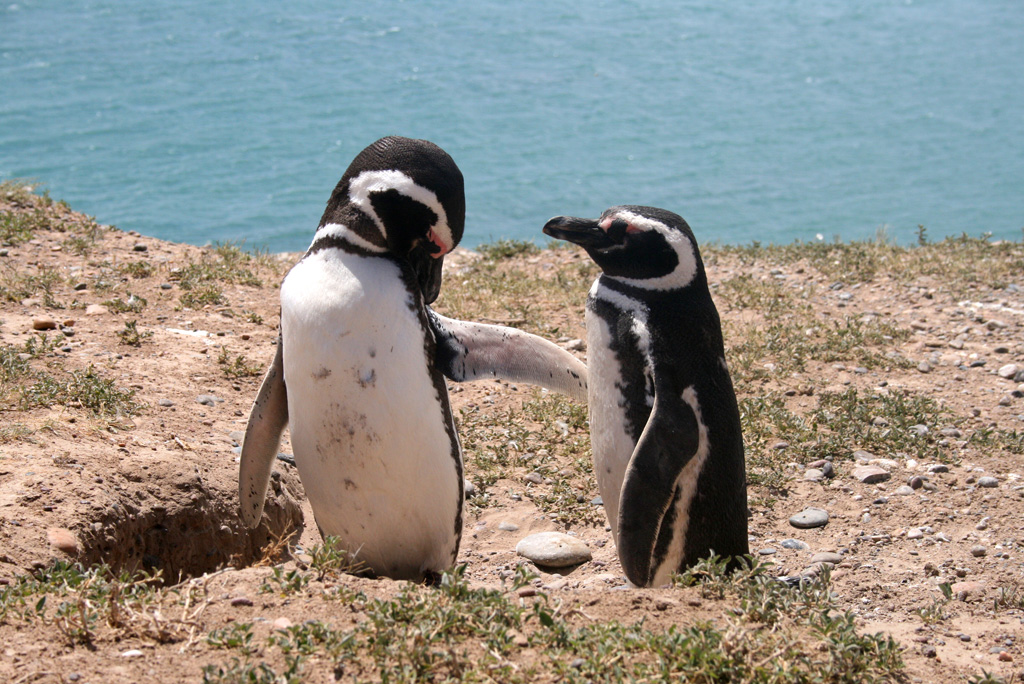
Magelhaenpinguïns
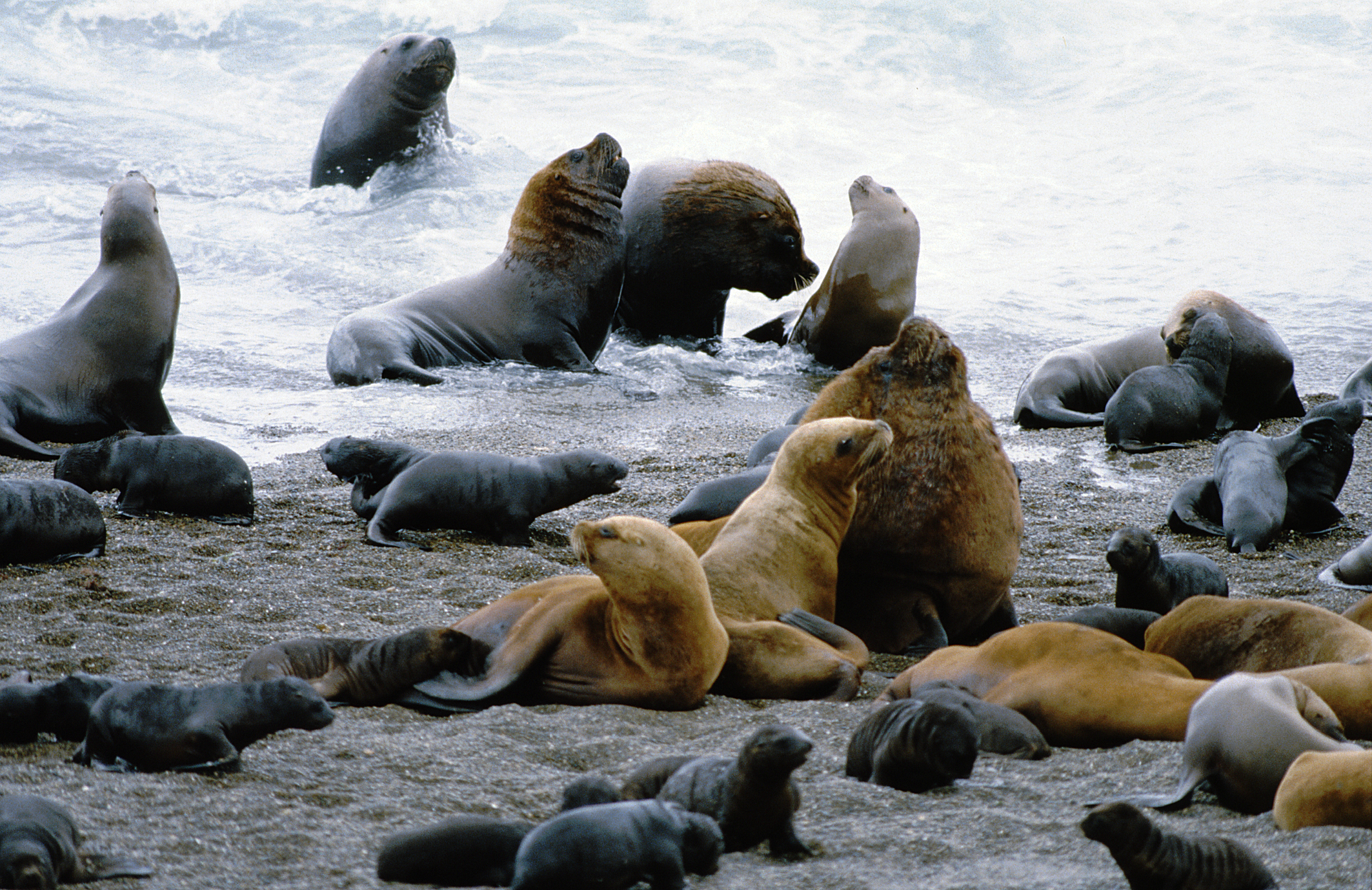
Zeeleeuwen op het Península Valdés

- Bibliothèque nationale de France: cb137346121 (data)
- Library of Congress Control Number: sh87007518
- Nationale Bibliotheek van Tsjechië: ge579407
- Nationale Bibliotheek van Israël: 987007539275805171
- Système universitaire de documentation: 146171195
- Virtual International Authority File: 315129738

Nationaal park Los Glaciares ·
Jezuïetenmissies van de Guaraní (San Ignacio Miní · Santa Ana · Nuestra Señora de Loreto · Santa María la Mayor) ·
Nationaal park Iguazú ·
Cueva de las Manos, Río Pinturas ·
Valdés-schiereiland ·
Natuurparken Ischigualasto en Talampaya · 
Jezuïetenkwartier en Estancias van Córdoba ·
Quebrada de Humahuaca ·
Qhapac Ñan, wegennetwerk van de Andes ·
Architecturaal werk van Le Corbusier (Maison du docteur Curutchet) ·
Nationaal park Los Alerces